# Empilement de cercles dans un cercle
Pour les articles homonymes, voir Empilement.
L'empilement de cercles dans un cercle est un problème d'empilement bidimensionnel dont l'objectif est d'empiler des cercles unités identiques de nombre n dans le cercle le plus petit possible.
Le tableau suivant présente une solution minimale (dans le cas où plusieurs solutions minimales existent, une seule variante apparaît dans le tableau) :
| Nombre de cercles unités de nombre n | Rayon du cercle extérieur                                                                                | Densité   | Optimalité                                     | Figure |
| ------------------------------------ | --- | --------- | ---------------------------------------------- | ------ |
| 1                                    | 1 | 1,0000    | Trivial                                        |        |
| 2                                    | 2 | 0,5000    | Trivial                                        |        |
| 3                                    | {\displaystyle 1+{\frac {2}{\sqrt {3}}}\approx 2{,}154...}                                               | 0,6466... | Trivial                                        |        |
| 4                                    | {\displaystyle 1+{\sqrt {2}}\approx 2{,}414...}                                                          | 0,6864... | Trivial                                        |        |
| 5                                    | {\displaystyle 1+{\sqrt {2\left(1+{\frac {1}{\sqrt {5}}}\right)}}\approx 2{,}701...}                     | 0,6854... | Trivial Aussi prouvé optimal par Graham (1968) |        |
| 6                                    | 3 | 0,6667... | Trivial Aussi prouvé optimal par Graham (1968) |        |
| 7                                    | 3 | 0,7778... | Trivial                                        |        |
| 8                                    | {\displaystyle 1+{\frac {1}{\sin \left({\frac {\pi }{7}}\right)}}\approx 3,304...}                       | 0,7328... | Prouvé optimal par Pirl (1969)                 |        |
| 9                                    | {\displaystyle 1+{\sqrt {2\left(2+{\sqrt {2}}\right)}}\approx 3,613...}                                  | 0,6895... | Prouvé optimal par Pirl (1969)                 |        |
| 10                                   | 3,813...                                                                                                 | 0,6878... | Prouvé optimal par Pirl (1969)                 |        |
| 11                                   | {\displaystyle 1+{\frac {1}{\sin \left({\frac {\pi }{9}}\right)}}\approx 3,923...}                       | 0,7148... | Prouvé optimal par Melissen (1994)             |        |
| 12                                   | 4,029...                                                                                                 | 0,7392... | Prouvé optimal par Fodor (2000)                |        |
| 13                                   | {\displaystyle 2+{\sqrt {5}}\approx 4,236...}                                                            | 0,7245... | Prouvé optimal par Fodor (2003)                |        |
| 14                                   | 4,328...                                                                                                 | 0,7474... | Conjecturé optimal                             |        |
| 15                                   | {\displaystyle 1+{\sqrt {6+{\frac {2}{\sqrt {5}}}+4{\sqrt {1+{\frac {2}{\sqrt {5}}}}}}}\approx 4,521...} | 0,7339... | Conjecturé optimal                             |        |
| 16                                   | 4,615...                                                                                                 | 0,7512... | Conjecturé optimal                             |        |
| 17                                   | 4,792...                                                                                                 | 0,7403... | Conjecturé optimal                             |        |
| 18                                   | {\displaystyle 1+{\sqrt {2}}+{\sqrt {6}}\approx 4,863...}                                                | 0,7611... | Conjecturé optimal                             |        |
| 19                                   | {\displaystyle 1+{\sqrt {2}}+{\sqrt {6}}\approx 4,863...}                                                | 0,8034... | Prouvé optimal par Fodor (1999)                |        |
| 20                                   | 5,122...                                                                                                 | 0,7623... | Conjecturé optimal                             |        |